# Manon Bakker
Pour les articles homonymes, voir Bakker.
Manon Bakker née le 15 juillet 1999 à Nunspeet est une coureuse cycliste néerlandaise. Spécialiste du cyclo-cross, elle a notamment remporté une manche de Coupe du monde en 2023.

## Biographie
Dans les catégories de jeune, Manon Bakker remporte les championnats néerlandais de cyclo-cross (2014) et de VTT (2015) dans sa tranche d'âge. Lors des championnats des Pays-Bas de cyclo-cross 2017, à l'âge de 17 ans, elle remporte la course conjointe des juniors et espoirs et décroche ainsi les deux titres de championnes.
Grâce à ses résultats, elle obtient un contrat avec l'équipe Experza-Footlogix en 2018, avec laquelle elle court sur route et en cyclo-cross. Vers la fin de la saison 2019-2020, elle est licenciée après avoir participée à une course avec un équipement autre que celui du sponsor de l'équipe. Elle signe alors un nouveau contrat avec l'équipe Ciclismo Mundial, renommée par la suite Plantur-Pura.
La saison suivante, Bakker décroche la médaille de bronze du championnat d'Europe de cyclo-cross espoirs. Lors du Druivencross à Overijse, elle prend la troisième place et monte donc sur son premier podium en Coupe du monde. En octobre 2021, elle remporte une course à Iowa City, aux États-Unis, sa première victoire depuis plus de quatre ans. Elle gagne pour la première fois une manche de Coupe du monde à Val di Sole en décembre 2023. 
Elle participe également à des courses sur route pendant la saison estivale, mais sans résultat significatif au niveau international. En 2023, elle rejoint l'équipe de développement de Fenix-Deceuninck. Lors de l'Antwerp Port Epic Ladies en 2023, elle termine neuvième de la course.

## Palmarès en cyclo-cross
- 2016-2017
  -  Championne des Pays-Bas de cyclo-cross espoirs
  -  Championne des Pays-Bas de cyclo-cross juniors
  - Cross-Race GP Luzern Pfaffnau
  - 5e du championnat du monde de cyclo-cross espoirs
  - 10e du championnat d'Europe de cyclo-cross espoirs
- 2018-2019
  - 2e de Jingle Cross
  - 4e de la Coupe du monde espoirs
  - 5e du championnat d'Europe de cyclo-cross espoirs
- 2019-2020
  - 2e du championnat des Pays-Bas de cyclo-cross espoirs
  -  Médaillée de bronze du championnat d'Europe de cyclo-cross espoirs
  - 4e de la Coupe du monde espoirs
  - 5e du championnat du monde de cyclo-cross espoirs
- 2020-2021
  - 2e de la Coupe du monde espoirs
  - 6e du Superprestige
  - 7e du championnat du monde de cyclo-cross espoirs
- 2021-2022
  - USCX Cyclocross Series #6 Jingle Cross Day 2, Iowa City
  - 6e du championnat du monde de cyclo-cross
- 2022-2023
  - Coupe d'Espagne #5, Karrantza
  - Grand Prix Garage Collé, Pétange
  - 9e de la Coupe du monde
- 2023-2024
  - Coupe du monde de cyclo-cross #7, Val di Sole
  - Internationale Cyclocross Heerderstrand, Heerde
  - 7e de la Coupe du monde
- 2024-2025
  - 9e de la Coupe du monde de cyclo-cross